# Blood (musikgrupp)
Blood är ett industrirock/industrimetal-band från Alicante (Spanien). Bandet startades 1999 influerade av Oomph!, Rammstein, Paradise Lost, Depeche Mode och Tristania bland många fler, och har idag släppt fyra album samt en EP. Alla bandets låttexter är skrivna på spanska.

## Medlemmar
Senaste medlemmar
- Jose Maestre  – sång, basgitarr
- Mado Beneytos – trummor, percussion
- Javier Oriente – gitarr, elektronik

## Diskografi
Studioalbum
- 0.08 atm (2001)
- Psike (2004)
- Seppuku (2008)
- X-Cultura (2011)
- Blood (2013)

EP
- G.E.N (2006)